# Intelligens ruházat
Az „intelligens ruházat” fogalma alapjában véve kétféle termékfajtát jelent:
1. Testen viselhető személyi számítógép, amelynek kialakítása a textilgyártók, a ruhagyártók és a számítógépgyártók szoros együttműködését teszi szükségessé;
2. A környezeti körülmények megváltozását érzékelő ruházat, ami ezek hatására változtatja tulajdonságait. Az ilyen termékek speciális textilanyagokból (intelligens textíliákból) készülnek, amelyek főleg a szálasanyaggyártók és a textilgyártók közös fejlesztése nyomán állíthatók elő.

E különleges tulajdonságok mellett ezeknek a ruhadaraboknak általában be kell tölteniük a ruházattal szemben támasztott szokásos követelményeket is: védeniük kell az emberi testet a környezet hatásaitól és egyúttal kényelmesnek, esztétikusnak, esetleg divatosnak is kell lenniük.
Ezek a termékek egyelőre többnyire még csak a fejlesztés stádiumában vannak, kísérleti példányokról, új ötletekről olvashatunk a szakirodalomban. Amit a gyakorlat számára is megvalósítottak – rendszerint katonai vagy űrhajózási célra –, azok is általában különlegesnek számítanak és ennek megfelelően drágák is. Mégis érdemes megismerkedni ezekkel az ötletekkel, mert az a tapasztalat, hogy a hadiipar és az űrhajózás számára kifejlesztett anyagok, eljárások, műszaki megoldások előbb-utóbb átkerülnek a polgári életbe is és sokszor a legközönségesebb használati tárgyak válnak belőlük.

## A viselhető számítógép
Számos feladatot határozhatnak meg egy intelligens ruhadarab számára: tájékoztasson viselőjének tartózkodási helyéről, egészségi állapotáról, szervezetének működéséről, avatkozzék be, ha a szervezet bizonyos funkcióiban elváltozásokat észlel, biztosítson megfelelő klimatikus viszonyokat (hőmérséklet, légnedvesség) a ruházaton belül – de készíthetnek ilyen terméket még sok más feladat ellátására is.
A különböző hatásokat ezekben a ruhadarabokban érzékelők észlelik. Ezek jeleit beépített számítógép értékeli ki és az eredmény alapján olyan elektromos jeleket bocsát ki, amelyek elindítják a szükséges beavatkozást. Manapság már nem okoz problémát ilyen apró készülékeket elhelyezni a ruhában, és az elektromos áramot sem kell minden esetben külön kábeleken vezetni, erre a célra a kelmébe beszőtt vagy bekötött vezető szálak is alkalmasak lehetnek. Az elektromosan vezető fonalakat készíthetik nagyon vékony fémszálakból, vezetőképes polimerekből, fémmel bevont vagy fémfóliával körültekercselt „hagyományos” fonalakból egyaránt. Az érzékelők és az áramot szolgáltató elemek maguk is lehetnek szál alakúak és így szervesen beépülhetnek a kelme szerkezetébe.
- Készítettek például olyan dzsekit, amelynek gallérjába egy nagyon lapos mikrofont, hajtókájának bélésébe pedig egy billentyűzetet építettek be. Az áramot a varratokba helyezett vékony kábelek vezetik. Száloptikás képernyő teszi olvashatóvá az üzeneteket, legyenek azok akár képek, akár betűk. (Az optikai szálak mindegyike egy-egy fénykibocsátó diódához – LED-hez – kapcsolódik, ezek ki-bekapcsolását egy mikroprocesszor irányítja. A bekapcsolt LED-ek fénye megjelenik a szál szabad végén. Ezeket a szálvégeket rendezik el képernyő formában, tehát egy-egy fénypont pixelként működik.) Az egész úgy működik, mint egy mobiltelefon.
- Rejtett érzékelőkkel láttak el egy kabátot, amelynek hátába elektromos fűtőrendszert építettek be. Ha a levegő lehűlt, a fűtés automatikusan bekapcsolt. Ugyanezt a kabátot olyan, áram hatására fénylő szálakból készült szegélyekkel is ellátták, ami sötétben világít.
- Egy másik ruhadarab – nem véletlenül finn találmány – szánvezetőknek készül. Beleszerelt érzékelőivel figyeli a ruhadarab belsejében uralkodó hőmérsékletet és ha az eltér a normálistól, figyelmeztető villamos jelet bocsát ki, amit a ruha anyagába beépített, elektromosan vezető szálak továbbítanak a fűtő ill. hűtő rendszerhez és megindítják annak működését.
- Egy további hőszabályozó ruhadarab (egy mellény) működése azon alapul, hogy a legjobb hőszigetelő a levegő. A mellényben ezért légkamrákat alakítanak ki, amelyekben a levegő mennyiségét aszerint szabályozzák, hogy milyen mértékű hőszigetelésre van szükség.
- Vakoknak szánták azt a trikót, amelybe helyzetérzékelőhöz kapcsolt piciny vibrációs motort építettek be. Ha a viselője valamely tárgyhoz közeledik, a motor megindul és rezgésével figyelmezteti a vak embert a veszélyre, aki azt így kikerülheti.
- A beépített vérnyomásmérővel és pulzusszámlálóval ellátott ruhadarabok alkalmasak arra, hogy egy rosszullét esetén azonnal riasszák az orvost. Csecsemőruházatba is építenek ilyen érzékelőket, amelyekkel folyamatosan figyelhetők az életfunkciók.
- Sportolóknak készítik az olyan tréningruhát, amiben egy kis készülék zenét játszik. A zene ritmusa a pulzusszámhoz igazodik, és arra ösztönzi a sportolót, hogy a mozgását szívműködése függvényében lassítsa vagy gyorsítsa. A készülék egyidejűleg mobiltelefonként is működve jelzi a távolabb elhelyezkedő edzőnek a sportoló pulzusszámát, aki eszerint adhat utasításokat. Van olyan sportruha is, amely a vérnyomást is folyamatosan méri és jelzi a távol levő vevőkészüléknek.
- Kifejlesztettek egy „viselhető légzsákot” motorosoknak és lovasoknak. Ez szükség esetén néhány századmásodperc alatt felfúvódik és eséskor védi a nyakat, a gerincet és a felsőtest más fontos szerveit, amelyek sérülése ilyen balesetnél a legveszélyesebb. A ruhadarab neve légzsákos kabát (dzseki), angolul: airbag jacket. Ez az életvédő magyar találmány a hetvenes évekből származik.
- Készült olyan ruha, amelybe vibrátorokat tartalmazó parányi párnákat helyeztek el. A vibrátorokat egy cigarettadoboz méretű számítógép vezérli és ennek bekapcsolásakor a párnák masszírozó hatást gyakorolnak viselőjük hátára, pihentető hatásukkal javítva a közérzetet.
- Katonai célra készült olyan ruházat, amelyben olyan érzékelő van, ami felismeri és riasztja viselőjét, ha ellenséges jármű közeledik.
- A műholdas helyzetmeghatározó rendszer (GPS) lehetővé teszi, hogy méteres pontossággal megállapítsák annak a személynek a földrajzi helyét, aki az ehhez szükséges vevőkészüléket magánál tartja. Ma már készülnek olyan ruhadarabok, amelyekbe ez a vevőkészülék be van építve. Turisták, hegymászók, síelők, tengerészek jó hasznát vehetik az ilyen ruhadaraboknak, akár az életüket is megmentheti, ha bajba kerülnek.
- Kerékpárosok számára olyan kesztyűt készítettek, amelybe villogó fényt adó fényforrást építettek be, ami sötétben láthatóvá teszi őket és ezzel baleseteket lehet elkerülni.

## Ruházat intelligens textilanyagokból
A második csoportba tartozó intelligens ruhadarabok között megemlíthetjük például azt a nagyon vékony kiskabátot, amelyet szénszálakból készítettek és amelynek rétegei közé egy különleges gélt iktatnak be. E kivitel hatására a ruhadarab nagyon ellenálló lesz a mechanikai hatásoknak (még lövedékeknek, repeszeknek is) és emellett kiváló hőszigetelő képességénél fogva – 50 °C-ig védelmet nyújt viselőjének.
- Orvoskísérleti célra készítettek olyan trikót, amely „alak-memóriával” rendelkezik. Ezt a páciens a gyógytorna során viseli és a trikó „emlékszik” arra, hogy viselője elvégezte-e és megfelelően végezte-e el az előírt gyakorlatokat. Profi teniszezők és golfozók is kipróbálták ezt a trikót, ami megkönnyíti számukra a leghelyesebb mozdulatok begyakorlását. A trikóba piezoelektromos filmmel bevont szálakból készül, amelyben a mozgás erősségének megfelelően keletkezik elektromos feszültség, amit folyamatosan regisztrálnak és a jeleket utólag ki lehet elemezni.
- Olaszországban gyártanak olyan kelmét, amiben szál alakú LED-eket helyeznek el s ezek különböző színekben világítanak. Koktélruhákat, színházi jelmezeket készítenek ezzel az eljárással. A diódákat apró elem táplálja, az áramot kis rejtett kapcsolóval lehet bekapcsolni és vezetékként a kelmébe bedolgozott vezető szálak szolgálnak.
- Dekorációs célra olyan kelmét fejlesztettek ki, amelynek szálai a rájuk eső fényt különböző színekben verik vissza. A fonalak közé acélszálacskákat kevernek, ezeket olyan festékkel vonják be, amely különböző hőmérsékleteken különböző hullámhosszú fénysugarakat ver vissza. A kelme egyes részeinek hőmérsékletét számítógépes program változtatja és ennek megfelelően megvilágításakor ezek különböző színekben pompáznak.
- Kísérletek folynak olyan nagyon lapos és könnyű tranzisztorok kifejlesztésére, amelyeket egyszerűen rá lehet nyomtatni a kelmékre.
- Előtérbe kerül az ún. intelligens elektronikus polimerek használata a textilgyártásban, amelyek változtatják elektromos tulajdonságaikat a mechanikai hatásokra, a hőmérséklet vagy a légnedvesség változásaira.
- Halmazállapotukat váltó anyagokat (PCM) tartalmazó mikrokapszulák beépítésével a szálak anyagába elérhető, hogy a szál tárolni tudja a test melegét és amikor az lehűl, a tárolt meleget visszaadja viselőjének. Ezek a mikrokapszulák a hőmérséklettől függően folyékony vagy szilárd halmazállapotúakká válnak és a fázisváltás hőt von el ill. ad le. Az ilyen szálakból készült termék egyenletes hőmérsékletet biztosít viselőjének.

## A fejlesztések irányai
Az intelligens ruhadarabok használata a polgári társadalomban ma még kuriózumszámba megy. Fejlesztésük általában kísérleti stádiumban van, áruk rendkívül magas. Egyes becslések szerint azonban előbb-utóbb gyors elterjedésük várható. Ehhez elsősorban a következőket kell megoldani:
- megfelelő textilanyagokat (anyagösszetételeket, gyártástechnológiát) kell kidolgozni,
- a kényelmesség, a tetszetősség és a tartósság szem előtt tartásával olyan kelmeszerkezeteket kell kialakítani, amelyek lehetővé teszik a jelátvitelt és a különböző érzékelők és áramköri elemek szerves beültetését,
- ki kell dolgozni a megfelelő jelfeldolgozási módszereket és az ezekhez szükséges kommunikációs technológiát,
- meg kell oldani a termékek viszonylag könnyű kezelhetőségét (mosás, tisztítás).

Egy intelligens ruhadarab kifejlesztése textil- és ruhaipari szakemberek, valamint információtechnológiával foglalkozó szakemberek szoros együttműködését igényli. Mindenekelőtt pontosan ki kell tűzni az elérni kívánt célt, és ehhez a majdani felhasználási területen működő szakemberek ill. a megcélzott felhasználók (például orvosok, edzők, sportolók vagy mások, akiknek a terméket szánják) bevonása is nélkülözhetetlen. Nem véletlen, hogy neves kutatóintézetek foglalkoznak ezekkel a témákkal.

## Forrás
- Lázár K.: Az intelligens ruházat